# Венцелево
Ве́нцелево — село в Ленинском районе Еврейской автономной области. Входит в Биджанское сельское поселение.

## География
Село Венцелево на реке Венцелевская (бассейн реки Биджан), до правого берега Биджана около 8 км.
Дорога к селу Венцелево идёт на юг от административного центра сельского поселения Биджан через село Степное, расстояние до Биджана около 30 км.

## История
Село основано в 1858 году казаками-переселенцами из Забайкалья. Первоначально село стояло на берегу Амура, но после наводнения 1863 года перенесено на нынешнее место.

## Население
| 1870 | 1891 | 2002 |
| ---- | ---- | ---- |
| 207  | 676  | 549  |

| 1869 | 1879 | 1901 | 1917  | 1924  | 1926  | 1930  |
| ---- | ---- | ---- | ----- | ----- | ----- | ----- |
| 207  | ↗585 | ↗852 | ↗1220 | ↘1169 | ↘1149 | →1149 |
| 1992 | 2002 | 2010 |       |       |       |       |
| ↘998 | ↘550 | ↘383 |       |       |       |       |

## Инфраструктура
В селе имеются отделение связи, основная школа, фельдшерско-акушерский пункт, библиотека, детский сад и дом культуры. Основное предприятие — сельскохозяйственный кооператив «Колхоз Венцелево».